# Günther von Etzel
Franz Hermann Günther von Etzel (14 de diciembre de 1862-21 de enero de 1948) fue un soldado de carrera y general en el Ejército Imperial Alemán, activo durante la I Guerra Mundial.

## Biografía
Nativo de Magdeburgo, Etzel ingresó en el Ejército prusiano en 1881. El 19 de septiembre de 1901 fue promovido al rango de mayor y fue enviado el 29 de mayo de 1902 como agregado militar a la embajada alemana en Tokio, Japón. Durante la guerra ruso-japonesa de 1904-1905, estuvo integrado en el Ejército Imperial Japonés y fue un observador militar oficial. Permaneció en Japón como agregado militar hasta 1906.
Tras su retorno a Alemania, fue promovido a teniente coronel el 18 de mayo de 1908 y asignado al Regimiento de Dragones Kurmärkische N.º  14, una unidad de caballería dentro del Ejército prusiano.
En la Primera Guerra Mundial, Etzel fue hecho comandante de la 33.ª División alemana, que participó en la ofensiva inicial alemana en el frente occidental. Después fue comandante de la División de Caballería de la Guardia y promovido a teniente general el 27 de enero de 1918. A partir del 23 de junio de 1918 comandó el XVII Cuerpo de Ejército, y a partir del 27 de agosto del mismo año el XVIII Cuerpo del Ejército alemán.
Renunció al servicio el 4 de abril de 1919 y pasó al retiro. Murió en Wiesbaden en 1948.

## Honores
- Orden del Águila Roja, 3.ª clase con Espadas en anillos
- Orden de la Corona, 3.ª  clase con Espadas (Prusia)
- Condecoración al Servicio (Prusia)
- Orden al Mérito Militar, 3.ª clase (Baviera)
- Cruz de Caballero de la Orden de la Corona Wéndica (Mecklemburgo)
- Cruz al Mérito Militar, 2.ª clase (Mecklemburgo-Schwerin)
- Cruz de Honor, 3.ª clase (Reuss)
- Orden del Sol Naciente, 3.ª clase (Japón)
- Oficial de la Orden de la Corona de Italia
- Orden de la Corona de Hierro, 3.ª clase (Austria)
- Orden de Santa Ana, 3.ª clase (Rusia)
- Orden de San Estanislao, 2.ª clase con Espadas (Rusia)
- Cruz de Hierro de 1914, 1.ª y 2.ª clase
- Pour le Mérite, concedida el 4 de agosto de 1917; con Hojas de Roble, 26 de octubre de 1918.[6]